# Herbert Haresnape
Nickal Herbert «Bert» Haresnape (2 de julio de 1880 – 17 de diciembre de 1962) fue un nadador de estilo espalda, de origen inglés, nacido en West Derby, que compitió en los Juegos Olímpicos de 1908 y en los Juegos Olímpicos de 1912.
En los Juegos Olímpicos de 1908 ganó la medalla de bronce en los 100 metros de estilo espalda. Llegó tercero en dicha competencia, detrás de alemán Arno Bieberstein y de Ludvig Dam de Dinamarca.
Cuatro años más tarde, en Estocolmo, llegó a las semifinales en los 100 metros de estilo espalda.